# Frogger
Cet article concerne le jeu vidéo de 1981. Pour le jeu vidéo de 1997, voir Frogger (jeu vidéo, 1997). Pour le jeu vidéo de 2008, voir Frogger (jeu vidéo, 2008).
Frogger est un jeu vidéo d'arcade développé par Konami et sorti en 1981. Il est généralement considéré comme un classique de ce média.

## Système de jeu

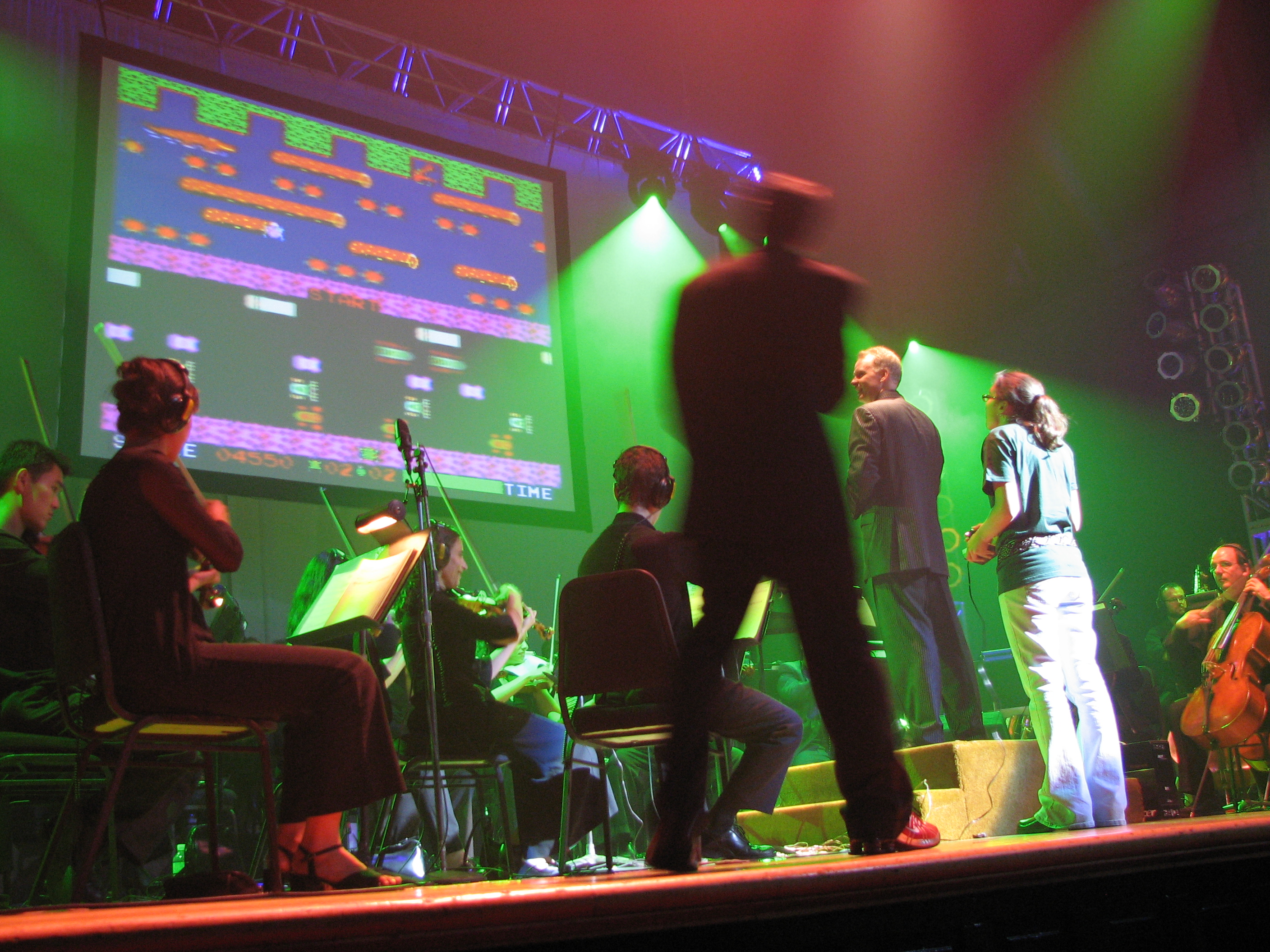
Une femme jouant au jeu vidéo Frogger lors des Video Games Live.

Le but du jeu est de diriger des grenouilles jusqu'à leurs maisons. Pour cela, le joueur doit d'abord traverser une route en évitant des voitures qui roulent à différentes vitesses puis une rivière aux courants changeants en passant d'objets en objets. La grenouille meurt si elle touche une voiture ou si elle tombe dans la rivière. Elle peut attraper des mouches bonus au passage.

## Postérité
Le jeu est l'une des entrées de l'ouvrage Les 1001 jeux vidéo auxquels il faut avoir joué dans sa vie.
Le jeu apparaît dans un des épisodes de Seinfeld. Jerry Seinfeld et George Costanza visitent une pizzeria où ils avaient l'habitude d'aller lorsqu'ils étaient plus jeunes. Il y découvre une machine de Frogger, où Costanza est toujours présent dans la liste des meilleurs scores. Costanza achète la machine et essaye de la ramener chez lui. Pour cela, il est amené à traverser une route de New York d'une manière qui parodie directement le jeu.
En 1982, Buckner and Garcia enregistrèrent une chanson appelée Froggy's Lament utilisant des effets sonores du jeu, sortie sur l'album Pac-Man Fever.
La grenouille de Frogger fait aussi une apparition dans le film Pixels ainsi que dans le cours métrage Pixels.
Frogger est aussi nommé dans la chanson Abiura di me du chanteur Italien Caparezza.

## Portages et adaptations
Frogger a eu le droit à de nombreux portages et adaptations comme sur Atari 2600 (édité par Parker Brothers), Videopac (en 1982, édité par Parker Brothers), ZX81 (en 1981, édité par Cornsoft), Commodore 64, MSX, Mega Drive, Super Nintendo, Game Boy, PlayStation, PC, Xbox 360 et iPhone.

## Record
En décembre 2009, l'Américain Pat Laffaye décroche sur borne arcade le record vérifié, avec 896 980 points, devenant par la même occasion le premier joueur à battre le score fictif de George Constanza (860 630 points) dans la série Seinfeld (voir Postérité). Toutefois, ce record a depuis été battu à deux reprises par son compatriote Michael Smith, qui dépasse, le 27 février 2022, le million de points (1 356 520). 